# Bataille de Sitio Kan Jalul
Insurrection moro aux Philippines
Batailles
- Zamboanga
- Sitio Bayoko
- Sitio Makaita
- Sitio Kan Jalul
- Marawi

La bataille de Kan Jalul a lieu le 29 août 2016 pendant l'insurrection moro aux Philippines.

## Prélude
En août 2016, une offensive est lancée par l'armée philippine dans la province de Sulu. Le 26 août, 21 djihadistes sont tués et 11 blessés dans une île de l'archipel contre 17 blessés dans les rangs de l'armée,

## Déroulement
Le combat a lieu dans le village de Sitio Kan Jalul, dans le Barangay Maligay, près de la ville de Patikul, sur l'île de Jolo, dans la province de Sulu. Les djihadistes d'Abou Sayyaf engagent 70 à 120 hommes commandés par Radullan Sahiron — le chef des factions d'Abou Sayyaf non ralliées à l'État islamique — qui s'opposent à des troupes des 35e et 21e bataillons d'infanterie. Les affrontements durent deux heures.

## Les pertes
Selon l'armée, le bilan est de 15 morts et 5 blessés du côté des militaires contre quatre tués chez les djihadistes,. Deux des soldats sont décapités. Au total, les combats livrés dans la province de Sulu entre le 26 et le 29 août ont fait 30 morts et 11 blessés du côté des djihadistes et 15 morts et 29 blessés du côté de l'armée.

## Suites
Le 30 août, 2 500 soldats supplémentaires sont envoyés en renfort dans la province de Sulu. Début septembre, 7 000 militaires sont déployés dans la province face aux djihadistes, estimés entre 400 et 500.